# Friedrich Ludewig
Friedrich Ludewig (* 1977 in Lübeck) ist ein deutsch-britischer Architekt.

## Leben
Friedrich Ludwig ist ein Sohn des Pastors Hansgünter Ludewig und dessen Ehefrau Eva-Maria, geb. Nobiling. Maria Magdalena Ludewig war seine jüngere Schwester.
Er besuchte die Schule in Lübeck und studierte ab 1995 Architektur an der Technischen Universität Berlin. 1999 zog er nach London, wo er 2002 sein Studium an der Architectural Association School of Architecture mit einem Diploma in Architecture with Distinction (Honours) abschloss. Schon ab 2000 und bis 2007 arbeitete er im Studio Foreign Office Architects von Alejandro Zaera-Polo und Farshid Moussavi (London/Tokyo).
2007 machte er sich mit dem Architekturbüro ACME selbständig. Das Unternehmen beschäftigt heute über 70 Architekten aus 22 Nationen mit Niederlassungen in London, Berlin und Melbourne.

## Auszeichnungen
- 2010: RIBA Manser Medal („for the best new house in the UK“) für Mill Keepers Cottage, Hunsett Mill[3]

## Bauten
- Hunsett Mill (2009)
- Beirut City Centre (2011)
- Melbourne Eastland (2015)
- Leeds Eastgate/Victoria Gate (2016)
- Watermark Southampton (2016)
- Bumpers Oast (2018)
- REWE Green Farming Markt, Wiesbaden (2021)[4]
- The Pavilion, Stratford (London) (2021)
- Sächsische Aufbaubank Leipzig (2021)[5]
- Golda-Meir-Steg, Berlin (2021)
- Canopy by Hilton London City (2021)